# Francisco Salzillo
Francisco Salzillo (vagy Zarcillo; teljes nevén Francisco Salzillo y Alcaraz); (Murcia, 1707. május 12. — Murcia, 1783. március 2.) olasz származású spanyol faszobrász; az egyházi rendeltetésű spanyol fafaragás késői kiváló mestere. Műhelyéből, amelyben családtagjai is dolgoztak, ezerszámra kerültek ki a színezett és gyakran valódi kelméből készült ruhákba bújtatott alakok, csoportok, amelyek olykor rajongó vallási hév kifejezését adják (nagyrészt murciai templomokban). 

## Művei
Művei Murciában a Salzillo Múzeumban  vannak. A múzeumnak az 1777-ben felszentelt, henger alakú, barokk Jézus-kápolna ad otthont.  A múzeumban láthatók Salzillo körmeneti szobrai, valamint az egyedülálló Betlehem, amelynek mintegy félezer szobra 18. századi murciai viseletbe van öltöztetve. 
További  művei Murciában az Egyházművészeti Múzeumban  találhatók.  

## Képgaléria

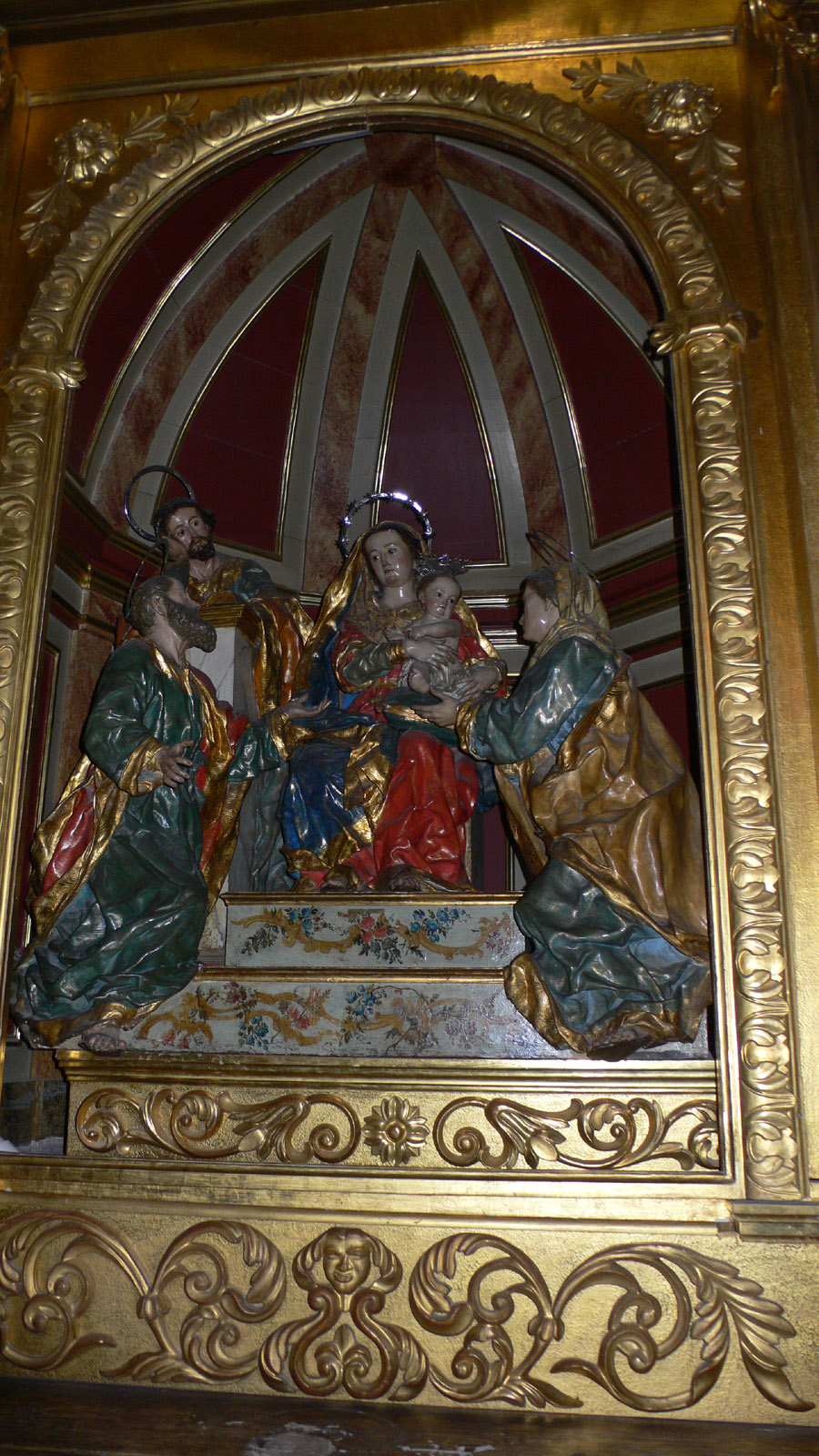
Sagrada Familia. h.1735. Iglesia de San Miguel (Murcia)
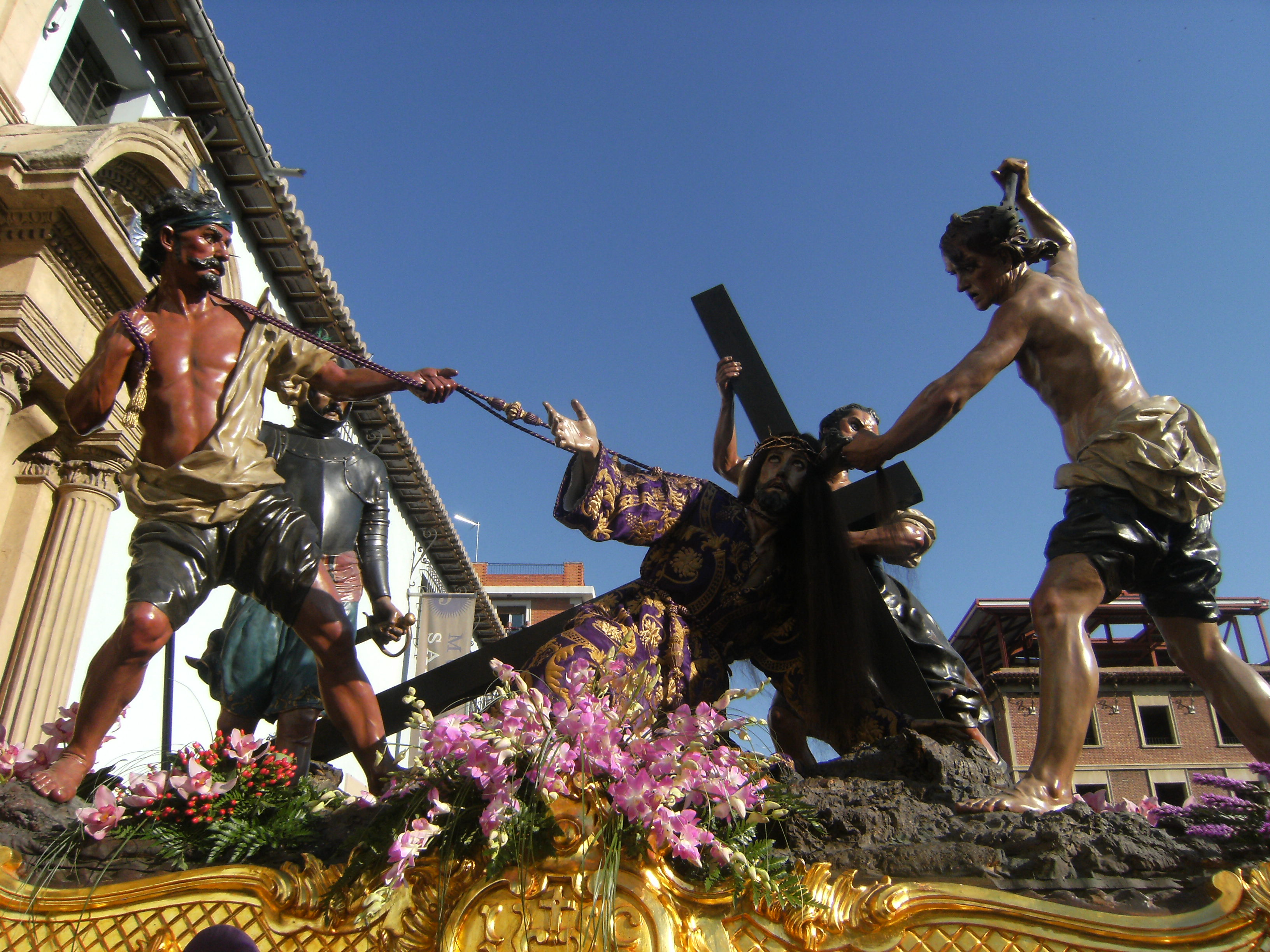
La Caída, de 1752, Museo Salzillo en Murcia.
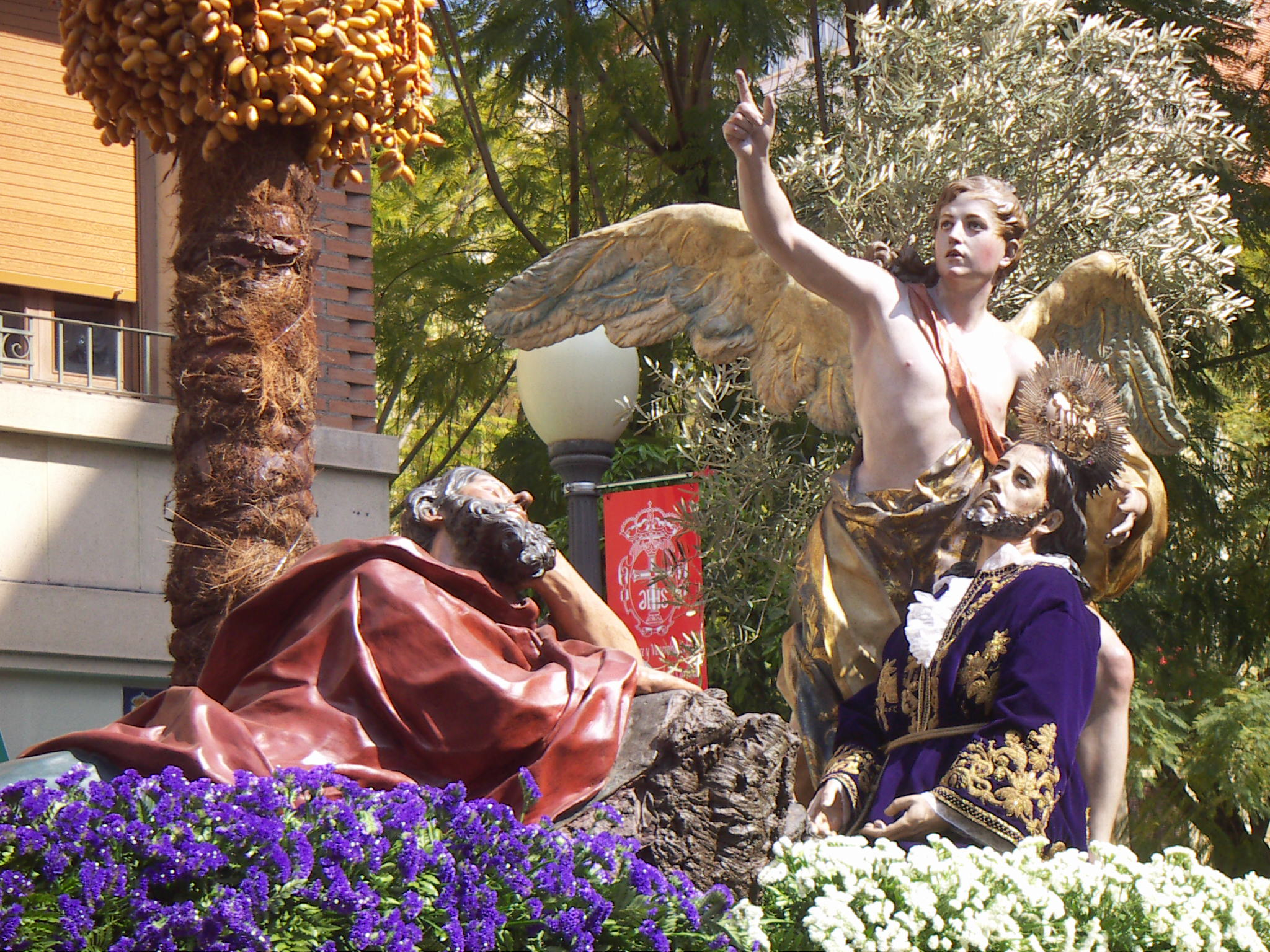
La Oración en el Huerto. 1754. Museo Salzillo en Murcia.
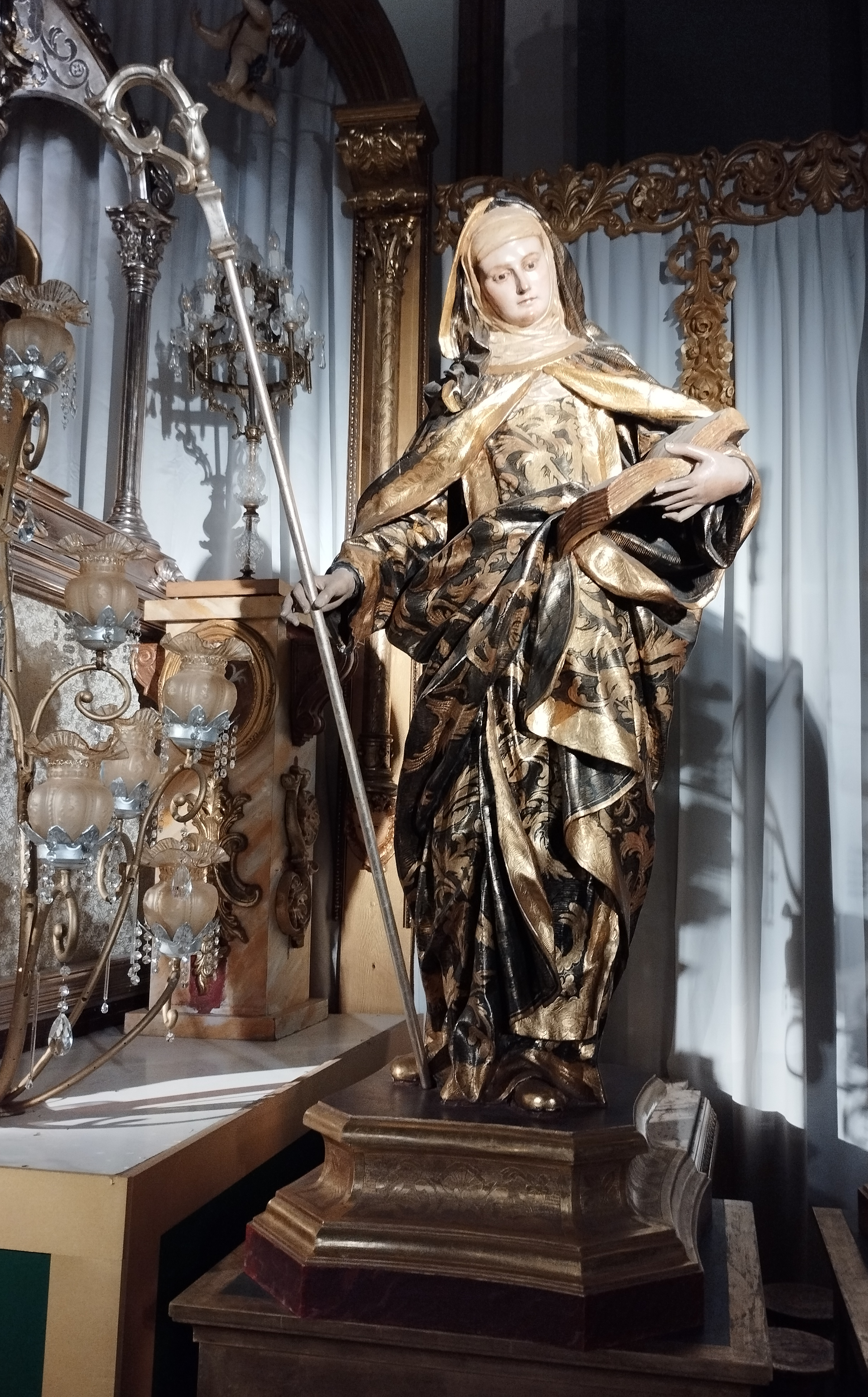
Sta.Florentina. 1755. Iglesia de Sta.María de Gracia en Cartagena.
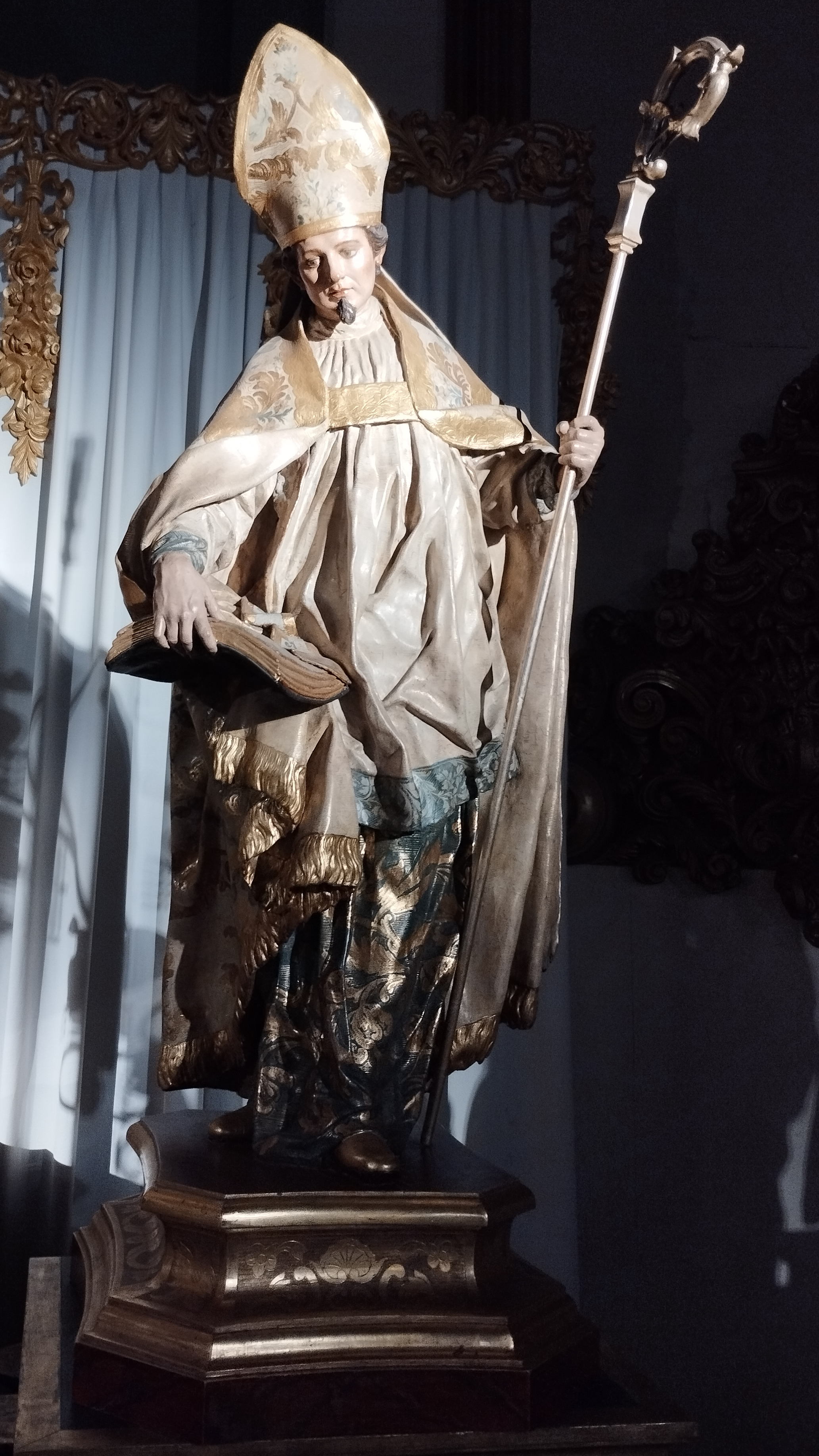
S.Isidoro. 1755. Iglesia de Sta. María de Gracia en Cartagena.
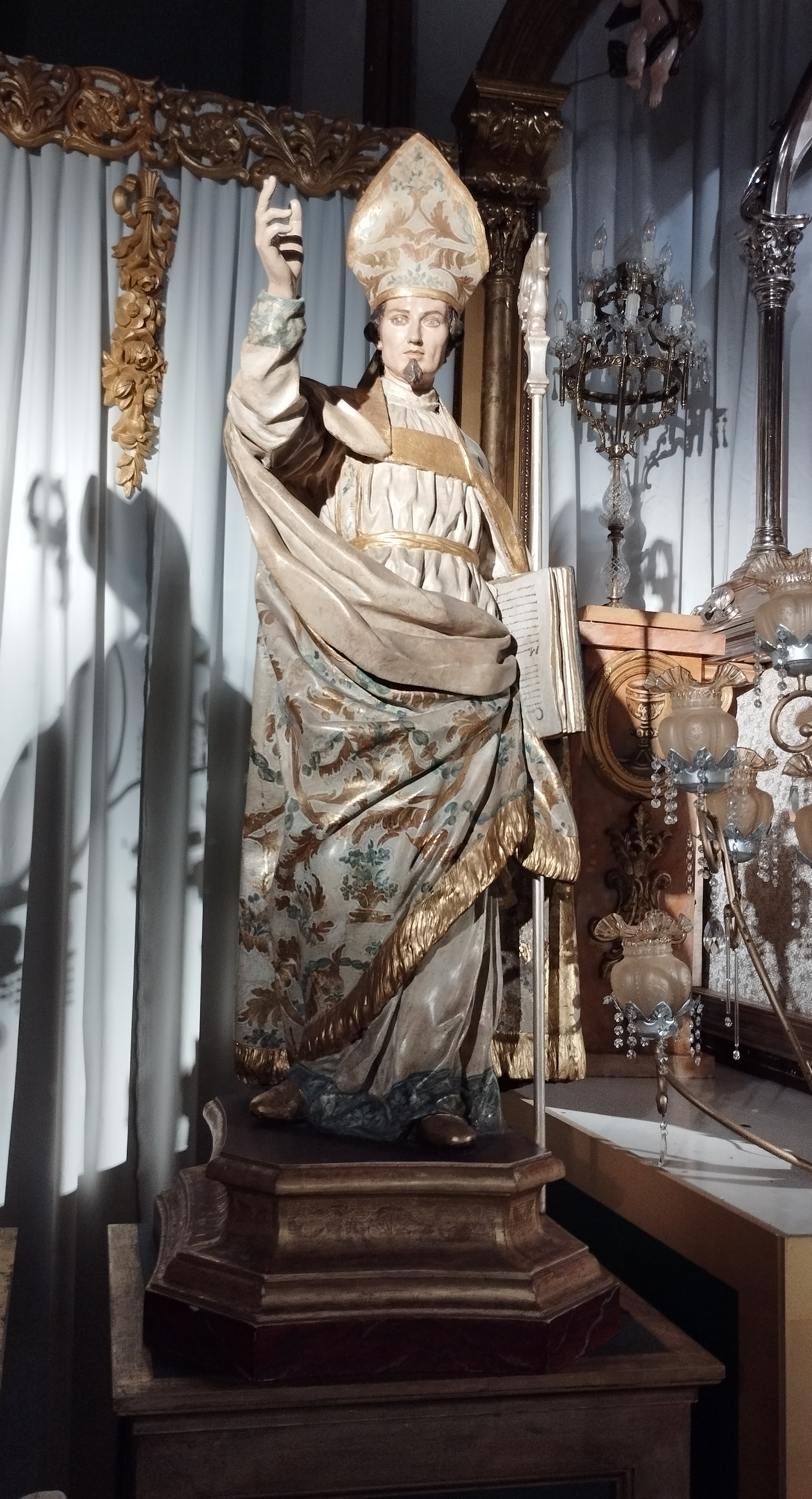
S.Fulgencio. 1755. Iglesia de Sta. María de Gracia en Cartagena.
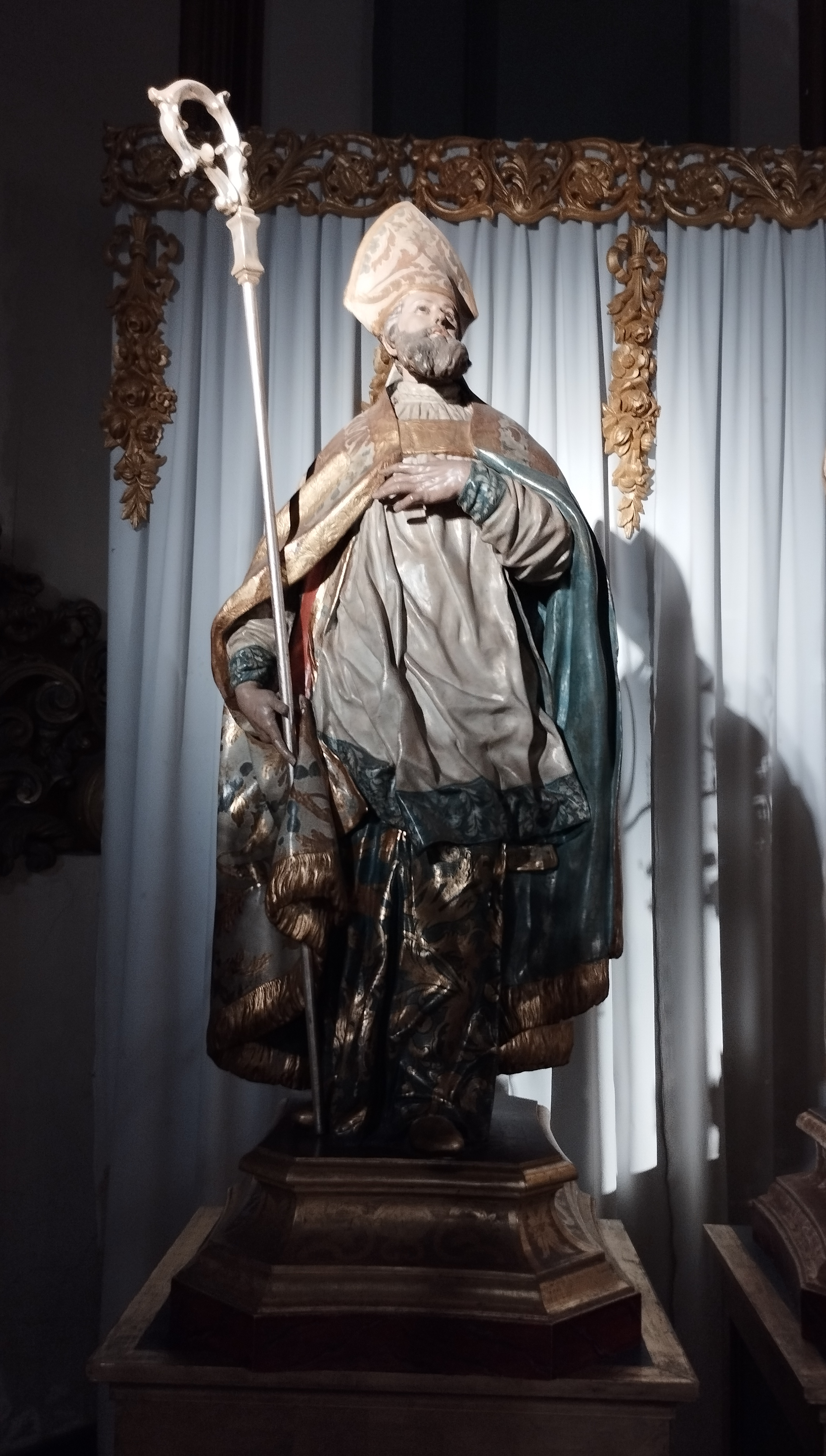
S.Leandro. 1755. Iglesia de Sta. María de Gracia en Cartagena.

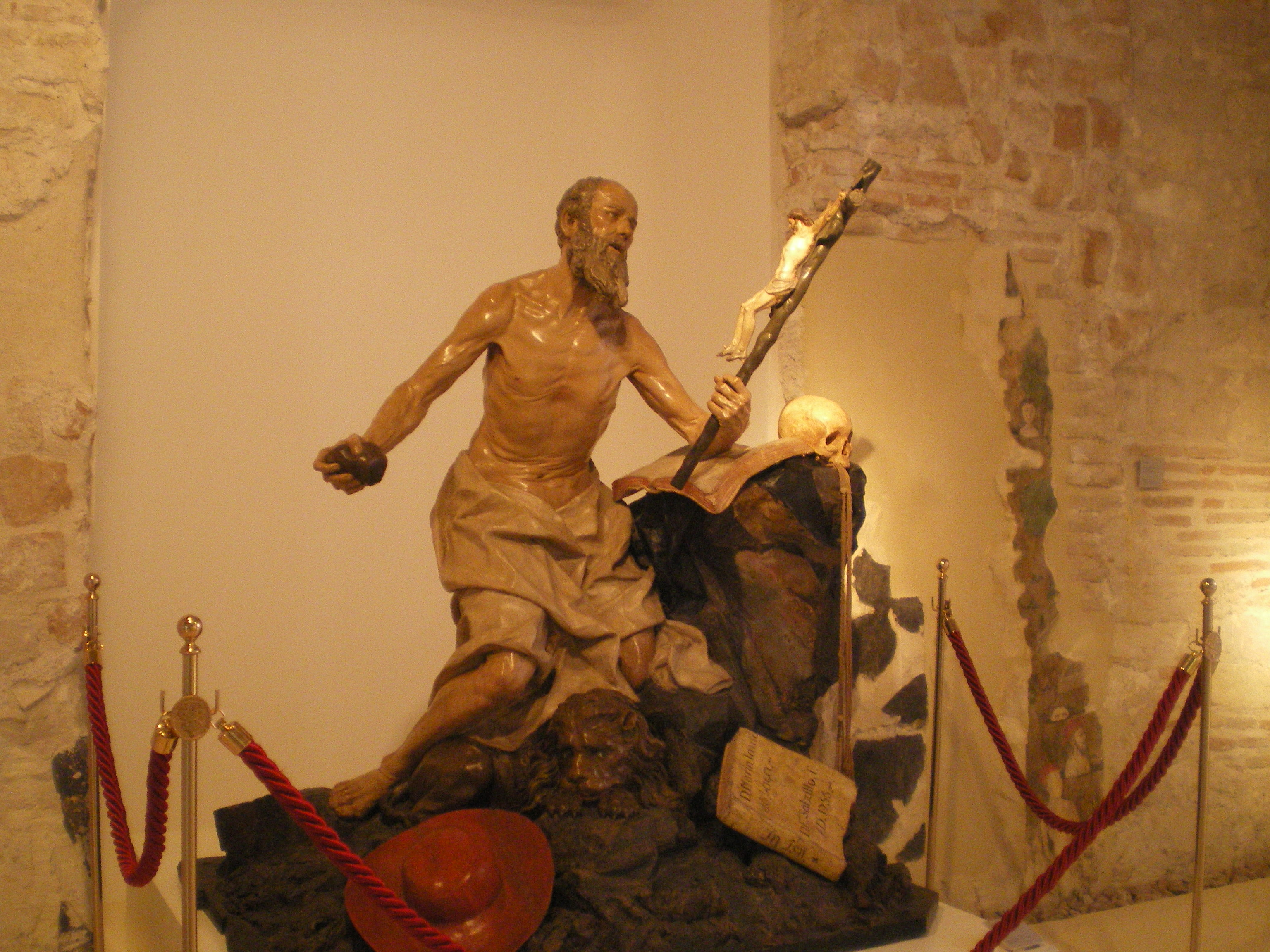
San Jerónimo Penitente. 1755. Museo de la Catedral de Murcia.
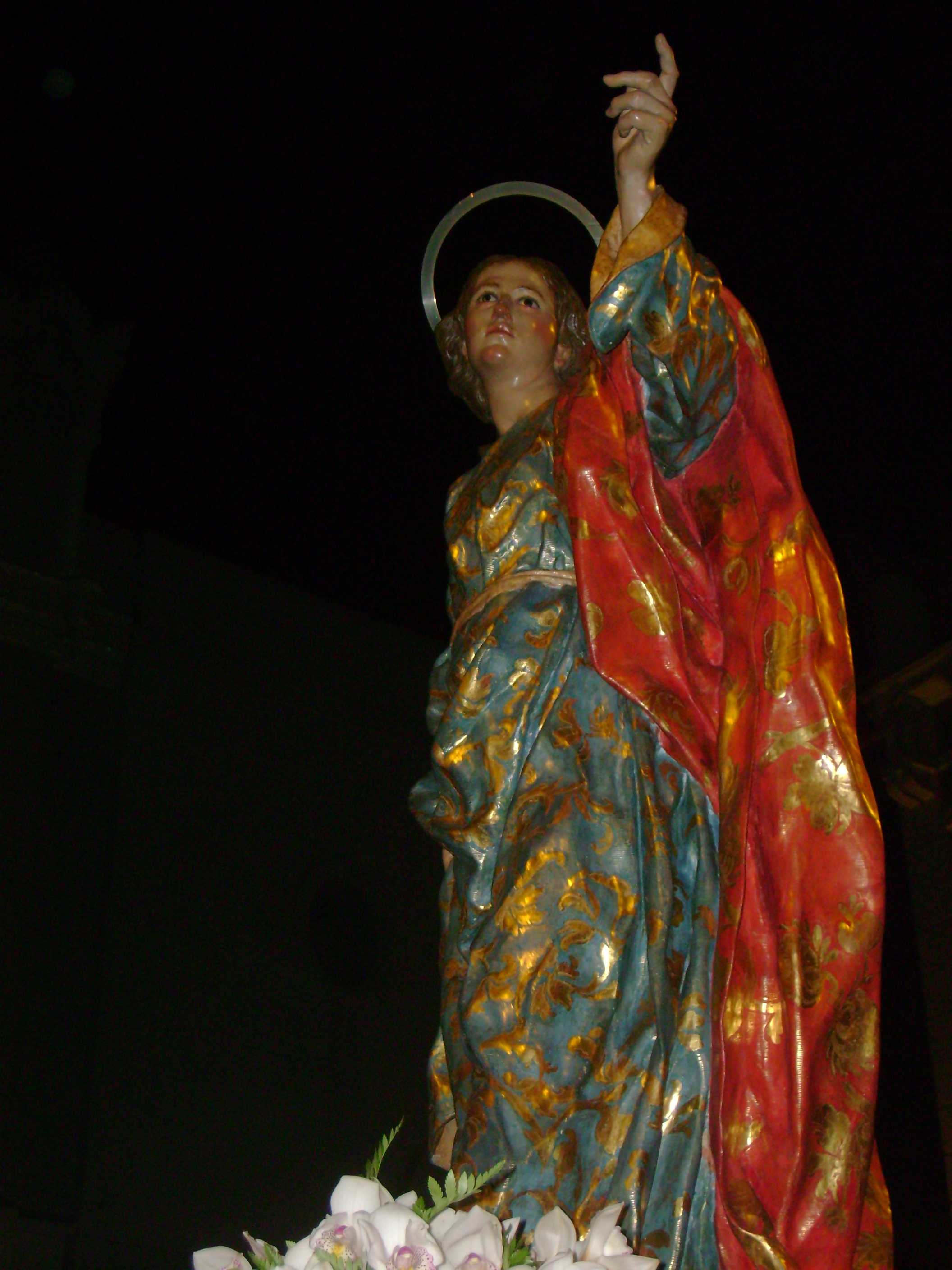
Szent János (1756), Salzillo Múzeum, Murcia.
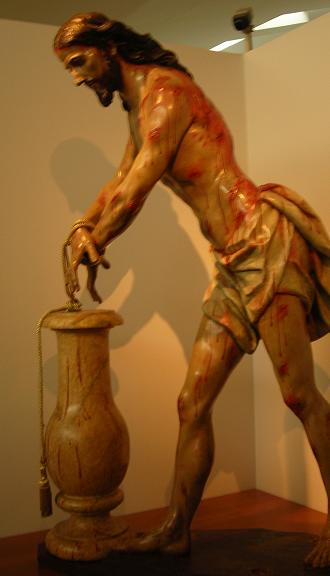
Cristo amarrado a la columna (1756). Convento de Sta.Ana (Jumilla)
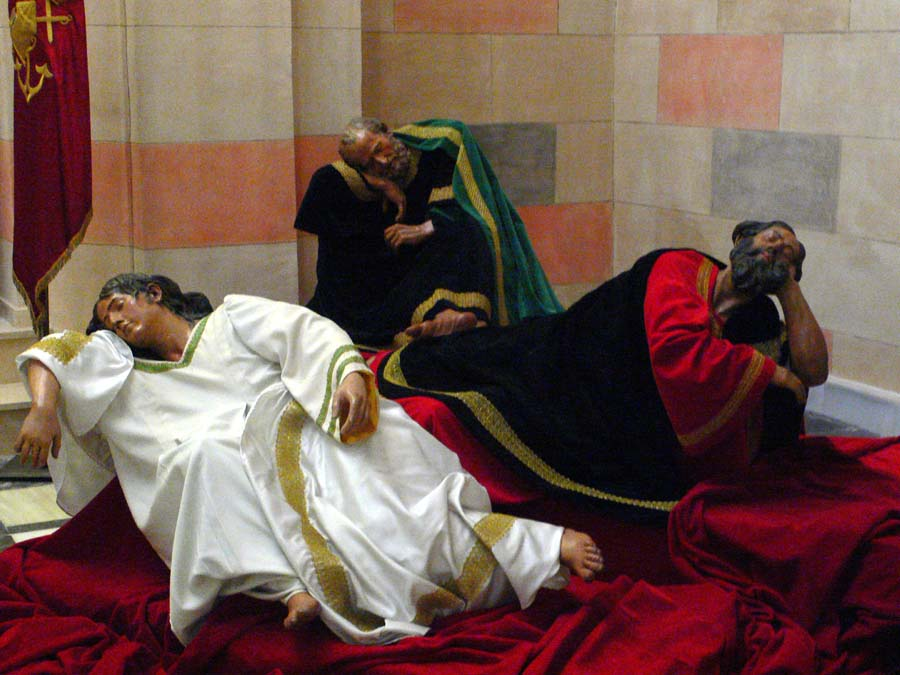
Durmientes de la oración del huerto. 1759. Iglesia de Sta.María de Gracia en Cartagena.
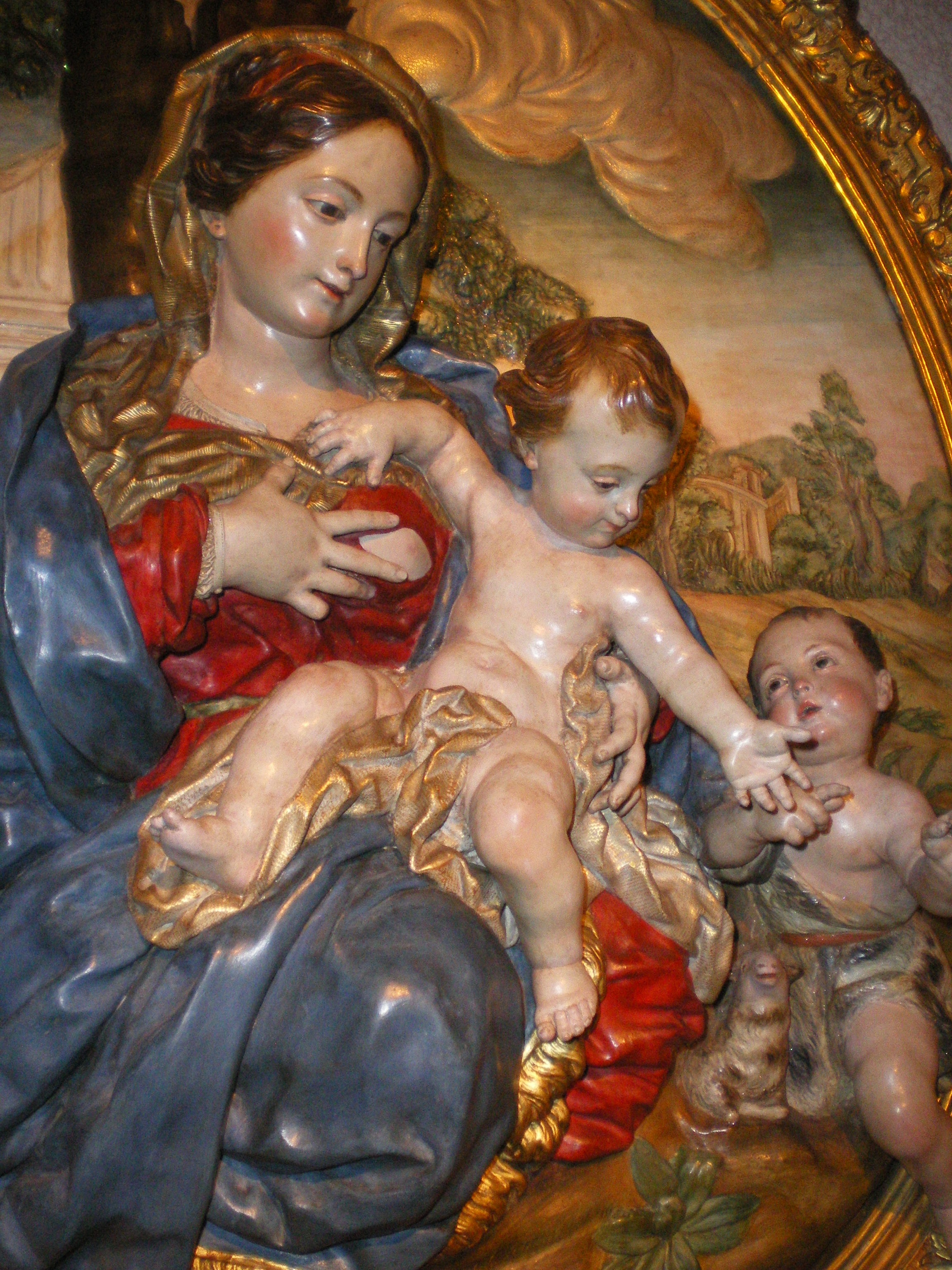
Medallón de la Virgen de la leche, Museo de la Catedral de Murcia.
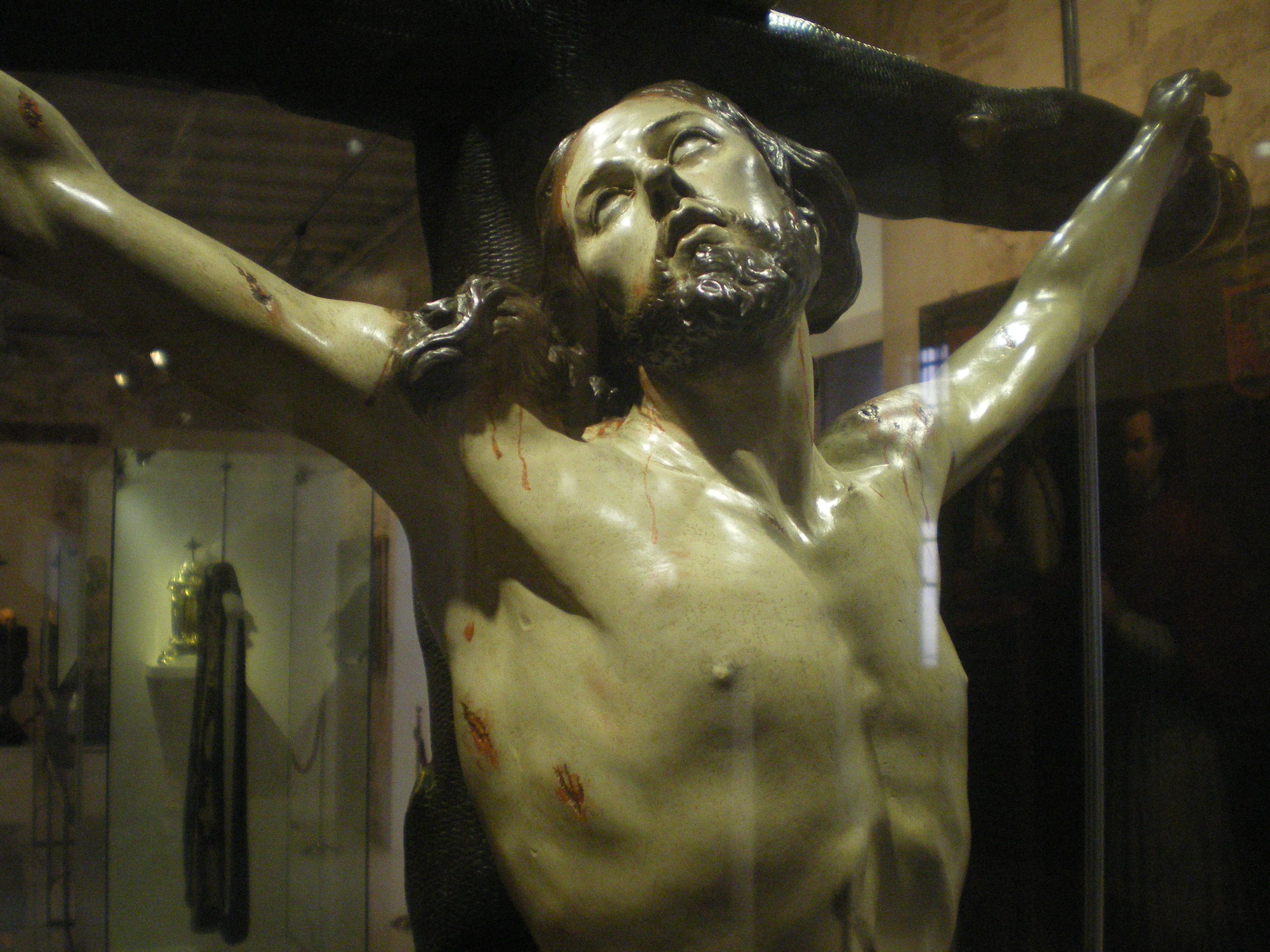
Detalle del Cristo del facistol, Museo de la Catedral de Murcia.
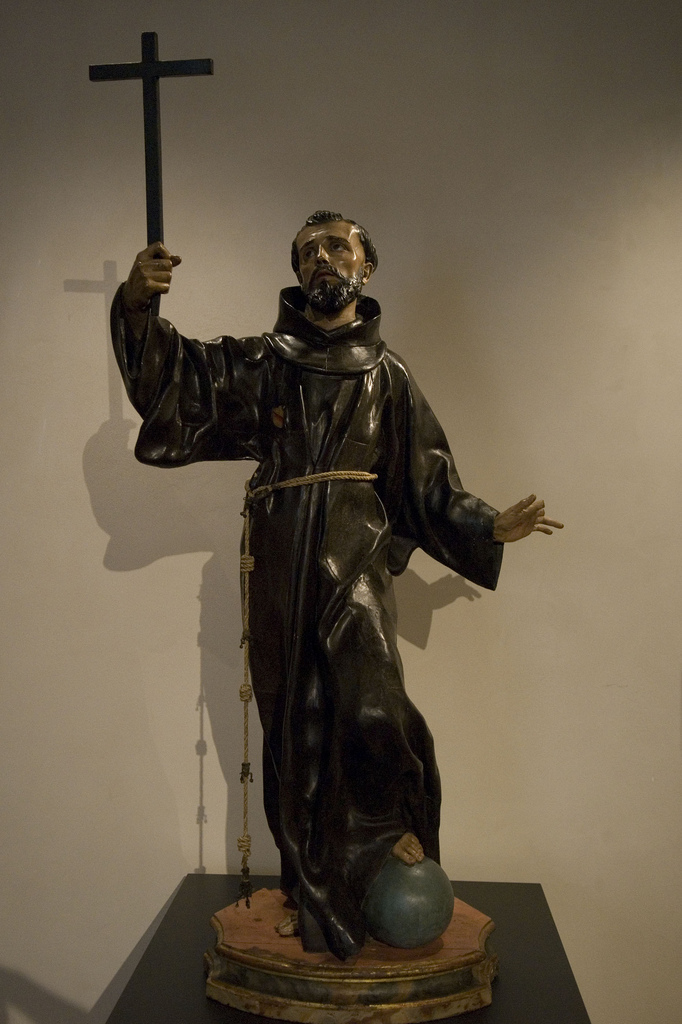
San Francisco de Asís, Museo Nacional de Escultura de Valladolid.
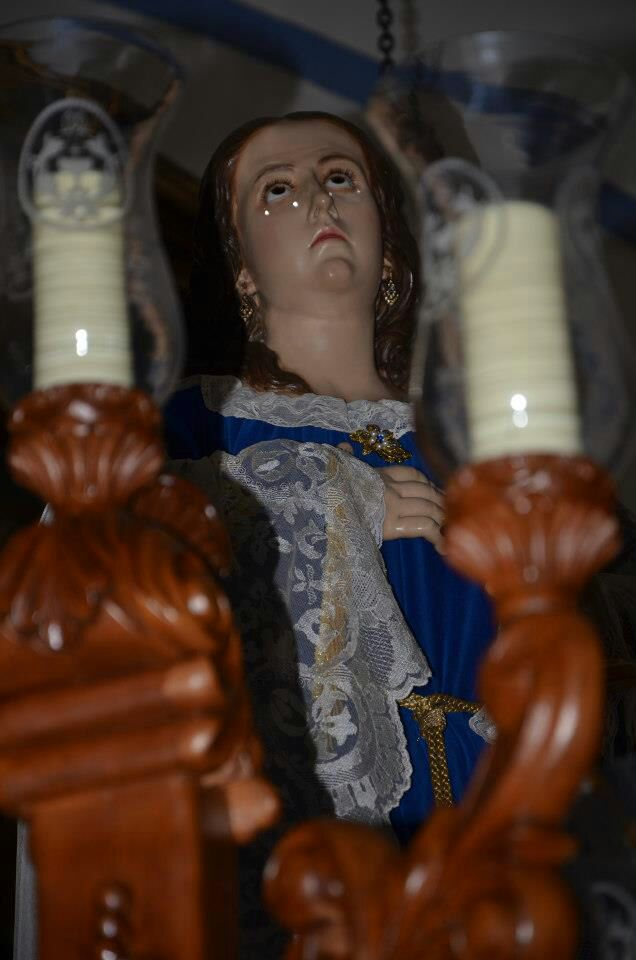
Santa María Magdalena, parroquia de Santiago El Mayor, Totana (Murcia)